# Сетнат
Сетнат (Userkhaure-setepenre Setnakhte) био је први фараон (1190. п. н. е. — 1186. п. н. е.) Двадесете династије у Новог краљевства древног Египта, као и отац Рамзеса III.
Већина египтолога сматра да је Сетнат био узурпатор, али је исто тако могуће да је ипак пореклом Рамесид, с обзиром да је једно од многобројне деце Рамзеса II носило његово име. Супруга му је била краљица Тиј-меренес, за коју неки сматрају да је могла бити ћерка фараона Меренптаха. Везе између Сетнакхтеових наследника и претходне 19. династије сугеришу слична имена као што су Рамзес, Амун-хер-кхепсхеф, Сетх-хер-кхепсхеф и Монтху-хер-кхепсхеф.
- |                   |     |    |           |     |
| \| \| \| \| \| \| |     |    |           |     |
|                   |     |    |           |     |
| N5                | C12 | C7 | D40 · N36 | r&r |

| N5 | C12 | C7 | D40 · N36 | r&r |

|                   |     |    |           |     |
| \| \| \| \| \| \| |     |    |           |     |
|                   |     |    |           |     |
| N5                | C12 | C7 | D40 · N36 | r&r |

| N5 | C12 | C7 | D40 · N36 | r&r |
- |                   |     |          |    |         |
| \| \| \| \| \| \| |     |          |    |         |
|                   |     |          |    |         |
| N5                | wsr | N28 · Z2 | N5 | U21 · n |

| N5 | wsr | N28 · Z2 | N5 | U21 · n |

|                   |     |          |    |         |
| \| \| \| \| \| \| |     |          |    |         |
|                   |     |          |    |         |
| N5                | wsr | N28 · Z2 | N5 | U21 · n |

| N5 | wsr | N28 · Z2 | N5 | U21 · n |

Дуго времена се сматрало да је Сетнат владао само две године, али средином јануара 2007. египатски недељник Ал-Ахрам објавио је како су египатски археолози пронашли добро очувану стелу од кварца посвећену високом свештенику Бакенунсуу на којој се изричито спомиње четврта година Сетнатове владавине.
У својој релативно краткој владавини Сетнат је отпочео градњу Храма Амун-Реа у Карнаку, којег је довршио његов син Рамзес III. Такође је отпочео рад на гробници КВ11 у Долини краљева, али који је завршен због случајног упада у гробницу фараона Аменмеса из Деветнаесте династије. Сетнат је тада за себе преузео гроб своје претходнице Твосрет (КВ14).
Кратка Сетнатова владавина је ипак била далеко важнија због политичких догађаја, односно коначног успостављања какве-такве стабилности након низа династијских сукоба и грађанског рата који је тињао после смрти Рамзеса Великог. Сетнат је то постигао победом у грађанском рату, односно над азијским побуњеницима на челу са Ирсуом, кога спомиње Велики Харисов папирус (Papirus Harris I) из доба Рамзеса III.